# Tysslinge
Tysslinge är kyrkbyn i Tysslinge socken, en radby i Örebro kommun belägen 13 km väster om Örebro centrum. Den sammanhållna bebyggelsen i byn består av runt 30 bostadshus, kyrka, församlingshem, skola, förskola och en antikaffär, Tysslinge Möbler. 
Tysslinge kyrka ligger liksom Tysslinge Friskola mitt i byn. Kyrkan är en så kallad ”Karl-Johan-kyrka” och fick sitt nuvarande utseende 1823. Tysslinge friskola, egentligen Föräldrakooperativet Tysslinge Skola, har totalt runt 100 elever i klasserna F-6 och startades 1994. Skolan var innan dess kommunal och kallades Tysslinge Kyrkskola. Skolbyggnaden är från 1952 och har kompletterats med en paviljong. Förskolan Föräldrakooperativet Asken ligger i södra delen av byn och har numera samma huvudman som Tysslinge friskola.
Invid Tysslinge ligger fågelsjön Tysslingen.
Alldeles väster om Tysslinge kyrka finns tre järnåldersgravar, väl synliga ute på ett gärde.
Vid Örebro-Svartå Järnväg, ”Svartåbanan”, fanns förr hållplatsen Östertysslinge. Väntkuren finns kvar än idag. Järnvägsbanken är numera en asfalterad cykelbana som går mellan Örebro och Latorpsbruk.